# Pohlia vexans
Pohlia vexans là một loài Rêu trong họ Bryaceae. Loài này được (Limpr.) H. Lindb. miêu tả khoa học đầu tiên năm 1899.